# Bekżan Sagynbajew
Bekżan Sagynbajew (ros. Бекжан Сагынбаев; ur. 11 września 1994) – kirgiski piłkarz grający na pozycji napastnika. Od 2018 jest zawodnikiem klubu Dordoj Biszkek.

## Kariera piłkarska
Od 2018 roku Sagynbajew jest zawodnikiem Dordoju Biszkek. W 2018 roku wywalczył z nim mistrzostwo i Puchar Kirgistanu.

## Kariera reprezentacyjna
W reprezentacji Kirgistanu Sagynbajew zadebiutował 22 marca 2018 w wygranym 5:1 meczu eliminacji do Pucharu Azji 2019 z Mjanmą. W debiucie zdobył gola. W 2019 roku powołano go do kadry na Puchar Azji.